# Namga
Namga (en serbe cyrillique : Намга) est un village de Serbie situé dans la municipalité de Tutin, district de Raška. Au recensement de 2011, il comptait 144 habitants.

## Démographie
| 1948 | 1953 | 1961 | 1971 | 1981 | 1991 | 2002 | 2011 |
| ---- | ---- | ---- | ---- | ---- | ---- | ---- | ---- |
| 406  | 465  | 478  | 454  | 411  | 297  | 189  | 144  |

|  |